# 位元流
一個位元流（或）是一個位元的序列。一個位元組流則是一個位元組的序列，一般來說一個位元組是8個位元。也可以被視為是一種特殊的位元流。
位元流在遠程通信和計算這些領域裡面被廣泛的使用：舉例來說，同步光網路通信科技會傳輸同步位元流，TCP則傳輸一個沒有時間同步的位元組流。
當一個位元流被存取進電腦的記憶裝置裡面並且記憶起來，會創造出一個電腦檔案。
位元流這個詞常被使用於形容FPGA（元件可编程邏輯閘陣列）設定所需要使用的資料。這種用法或許是起源於一般在設定FPGA時常用的方法都是使用一個連續的位元組合，例如說使用序列化的PROM或flash晶片，雖然大多數的FPGA也支援平行位元（byte-parallel）的輸入方法。至於對特定FPGA晶片的位元流設定細節一般則被認為是屬於該FPGA晶片販售商的所有權。
在數學上，有一些特定的，以位元（或者說0與1）組成的無限序列因為數學特質的理由而被研究；這些序列包含了Baum–Sweet序列、Ehrenfeucht–Mycielski序列、Fibonacci word、Kolakoski序列、普通紙折疊序列、Rudin–Shapiro序列、Thue–Morse序列等。